# Fifth Dimension (album)
Fifth Dimension je třetí studiové album americké rockové skupiny The Byrds, vydané v červenci 1966 u vydavatelství Columbia Records. Nahráno bylo od ledna do května téhož roku ve studiu Columbia Studios v Hollywoodu a jeho producentem byl Allen Stanton. Jde o první album skupiny, na kterém nehrál její původní člen Gene Clark.

## Seznam skladeb
| Pořadí | Název                              | Autor                                          | Délka |
| ------ | ---------------------------------- | ---------------------------------------------- | ----- |
| 1.     | 5D (Fifth Dimension)               | Jim McGuinn                                    | 2:33  |
| 2.     | Wild Mountain Thyme                | tradicionál                                    | 2:30  |
| 3.     | Mr. Spaceman                       | McGuinn                                        | 2:09  |
| 4.     | I See You                          | McGuinn, David Crosby                          | 2:38  |
| 5.     | What's Happening?!?!               | Crosby                                         | 2:35  |
| 6.     | I Come and Stand at Every Door     | Nâzım Hikmet                                   | 3:03  |
| 7.     | Eight Miles High                   | Gene Clark, McGuinn, Crosby                    | 3:34  |
| 8.     | Hey Joe (Where You Gonna Go)       | Billy Roberts                                  | 2:17  |
| 9.     | Captain Soul                       | McGuinn, Chris Hillman, Michael Clarke, Crosby | 2:53  |
| 10.    | John Riley                         | tradicionál                                    | 2:57  |
| 11.    | 2-4-2 Fox Trot (The Lear Jet Song) | McGuinn                                        | 2:12  |

## Obsazení
The Byrds
- Jim McGuinn – kytara, zpěv
- David Crosby – kytara, zpěv
- Chris Hillman – baskytara, zpěv
- Michael Clarke – bicí

Ostatní hudebníci
- Gene Clark – tamburína, harmonika, zpěv
- Van Dyke Parks – varhany